# The Missing (2003)
The Missing ist ein US-amerikanisches Filmdrama von Ron Howard aus dem Jahr 2003 mit Tommy Lee Jones und Cate Blanchett in den Hauptrollen. Die Handlung beruht auf dem Roman The Last Ride von Thomas Eidson aus dem Jahr 1995.

## Handlung
Die Handlung spielt 1885 in New Mexico. Maggie lebt mit ihren Töchern Lilly und Dot von einer Farm und ihrer Tätigkeit als Heilerin. Brake, der Maggie auf der Farm hilft, trifft eines Morgens auf einen Reiter, einen Mann mehr Indianer als Weißer, der auf dem Weg zu Maggie ist. Der Mann ist Maggies Vater, Samuel, der seine Familie verließ, als sie noch ein Kind war. Sie wird ihn noch verarzten, Brake ihn dann aber davonjagen. Maggie hat eine heimliche Beziehung mit Brake.
Ein am Abend des folgenden Tages allein heimkehrendes Pferd lässt Maggie auf die Suche gehen nach Brake, den die Töchter zur Arbeit begleitet hatten. Sie findet Brake und den Farmhelfer Emiliano ermordet auf. Die Art und Weise der Tötung und Dot, die sich hatte verstecken können, berichten, dass Lilly von Indianern entführt wurde. 
Dem örtlichen Sheriff, der eines Jahrmarktes wegen keine eigenen Männer entbehren kann, wird auf Nachfrage hin telegrafiert, dass die Armee sich der Verfolgung annehmen werde. Maggies Vater, wegen Trunkenheit in einer Zelle, erfährt so von der Entführung. Er bringt in Erfahrung, dass die Armee in der falschen Richtung sucht, mehr noch, dass Lilly wohl nicht die einzige Entführte ist und vermutet, dass die Entführten in Mexiko verkauft werden sollen. Samuel, Maggie und Dot machen sich auf zur Verfolgung.
Greifvogelkrallen werden mit Klapperschlangengift benetzt. Ein einzelner Indianer verwendet diese Waffe, um eine weitere Frau samt ihrer kleinen, kranken Tochter zu entführen. Er tötet ihre Angehörigen.
Die Bande um den Entführer hat einen Fotografen in ihre Gewalt gebracht, der anbietet, ein Foto vom Entführer und den Entführten zu machen. So entsteht ein Foto, auf dem auch Lilly ist.
Die Spuren führen die Verfolger zum Haus der jüngst entführten Frau, als auch ein Trupp der Armee dort eintrifft. Samuel wird für einen Indianer gehalten, sogar für den Mörder der Angehörigen. Erst die aus ihrem Versteck tretende Maggie löst das zum Schusswechsel ausgewachsene Missverständnis auf. Vom befehlshabenden Lieutentant erfährt Maggie, dass die Entführer wohl von der Armee desertierte Apachen-Scouts sind, aber auch, dass der Armee-Trupp nicht helfen wird, da er in ganz anderer Angelegenheit unterwegs ist.
Maggie entschließt sich, mit ihrem Vater wieder die Verfolgung aufzunehmen.
Der Fotograf hat derweil das Foto entwickelt, das dem Entführer aber zutiefst missfällt, sodass er ihm schließlich ein Pulver ins Gesicht bläst. Als der Fotograf deshalb aus seinen Augen blutend die Aufmerksamkeit der Bande auf sich zieht, gelangt Lilly an eine Pfeilspitze, die noch im Fleisch eines Hirsches steckt, den sie im Auftrag der Bande gerade häutet. Aus Aberglaube, weil der Entführer acht Entführte brauche, verlässt er seine Bande und auch die Bande bricht daraufhin auf.
Die Verfolger treffen schließlich auf den von der Bande verlassenen Lagerplatz, finden an Schnüren in Bäumen hängende lebende Klapperschlangen und den toten Fotografen, aber auch das Foto, das Lilly zeigt. Samuel folgert, dass der Entführer ein brujo, ein Hexer, ist. 
In der folgenden Nacht nutzt Lilly die Pfeilspitze, um sich und die Frau, die samt ihrem Kinde entführt wurde, loszuschneiden. Die völlig verstörte Frau glaubt, ihr Kind rufe nach ihr, auch dann noch, als Lilly ihr geklärt, dass das Kind bereits tot ist. Lilly gelingt, sich von einem Entführer einen Revolver zu verschaffen. Sie reicht ihn der Frau, während sie die Pferde holen geht. Die verstörte Frau tritt daraufhin in den nächtlichen Regen und schießt sich in den Kopf. Die so Aufgeweckten können Lilly wieder gefangen nehmen. 
Die Verfolger überholen schließlich die Entführer und gehen in Stellung. Schüsse auf die Bande sollen sie in alle Richtungen zerstreuen und Zugang zu den Entführten verschaffen. Ein Lichtreflex auf Dots Fernglas verrät dem Hexer aber ihre Anwesenheit. Aus der Packtasche, die Maggie greift, als sie zum Pferd eilt, um zu fliehen, fällt ihre Haarbürste. Die Verfolger werden nun selbst gejagt. Doch kommen schließlich andere Indianer dazu, die die Bandenmitglieder erschießen. Es sind Kayitah und sein Sohn, die Samuel kennt, weil er früher einmal bei ihnen, den Chiricahua-Indianern, gelebt hat. Unter den Entführten ist auch jemand von ihnen. Kayitahs Sohn wurde angeschossen. Man schließt sich zusammen.
Als Maggie Kayitahs Sohn versorgt hat, kränkelt sie selbst und es wird schlimmer und schlimmer. Der Hexer wirkt mit Haar der verlorenen Haarbürste einen Zauber gegen sie. Als Samuel den Zauber erkennt, bemühen er und Kayitah, schließlich sogar Dot und Kayitahs Sohn sich um einen Gegenzauber. Es gelingt ihnen, den magischen Angriff abzuwehren.
Maggie, am Folgetag noch zu sehr geschwächt, bleibt mit den Kindern im Lager zurück, als Samuel und Kayitah sich aufmachen, ihre Entführten von der Bande freizukaufen. Als Wahrzeichen, dass ihre Mutter einen Indianer geschickt hat, gibt Maggie Kayitah ihr christliches Kreuz mit. 
Samuel verhandelt, Kayitah schleicht sich ein. Der Hexer aber sieht in Samuel vor allem den Weißen, nicht den Indianer, und die Weißen wird er immer bekämpfen. Von der Bande ergriffen wird Samuel vom Hexer ein grünliches Pulver in die Nase geblasen, es soll ihn töten. Abgelenkt von Samuel schafft Kayitah es zu den Entführten. Er befreit sein Stammesmitglied und befragt jede, ob sie Maggies Kreuz kenne, um Lilly zu finden. Lilly aber, wie ihre Mutter voller Vorurteile gegen Indianer, vermeint einen Feind in Kayitah zu erkennen, der ihrer Mutter geschadet haben muss, um an ihr Kreuz gekommen zu sein. Sie beginnt, laut zu schreien, was die Aufmerksamkeit der Bande auf den Rettungsversuch lenkt. Kayitah wird beim Fluchtversuch getötet, das befreite Stammesmitglied wieder zu den Entführten gebracht. Lilly begreift und bereut schließlich ihren Fehler.
Samuel gelingt es, nicht zu sterben und sich zu Maggie und den anderen zurückzuschleppen. Lilly zurückzulassen, würde Maggie nicht schaffen. Die Rettung geht also weiter.
Die Bande trifft Verkaufsvorbereitungen, als Kayitahs Leichnam verschwindet, um kurz darauf reitend auf einem Pferd wieder zu erscheinen. Unter Kayitahs weitem Mantel verborgen führt Dot die Zügel des Pferdes. Der reitende Tote schafft genug Verwirrung, dass Maggie, Samuel und Kayitahs Sohn in Stellung gehen können. Doch die Falle wird schnell als solche erkannt. Und doch gelingt es, die Entführten im sich entstehenden Schusswechsel zu befreien. Der gerade mit Kunden eintreffende Hexer tötet seine Kunden, um an ihre Pferde zu kommen, und nimmt die Verfolgung auf. Samuel führt seine Gruppe an einen Ort in den Bergen, wo sie sich gut für die Nacht verschanzen können. Der einzige Aufweg zum Plateau wird mit trockenem Holz versperrt. 
In der Nacht gelingt es dem Hexer, den Berg unbemerkt zu erklimmen. Brennende Pfeile und Schüsse fallen auf die Gruppe nieder. Als die Bandenmitglieder den Aufweg zu stürmen drohen, entzündet Samuel die Sperre aus trockenem Holz. Er widmet sich dem durch die Nacht schleichenden Hexer, der derweil bereits Maggie im Auge hat. Schließlich entspinnt sich ein Kampf. Bald wird Maggie attackiert, bald Samuel, bald der Hexer selbst. Der Kampf wird erst entschieden, als Samuel den Hexer ergreift und ihn mit sich den Berg hinabwirft. Der Hexer stirbt, Samuel auch. Maggie weiß schließlich die restlichen Bandenmitglieder zu überzeugen, dass ihr Anführer tot ist. Sie ziehen ab.
Am Morgen trauert Maggie bei ihrem Vater. Sie wickelt ihn in eine Decke. Schließlich bricht die Gruppe nach Hause auf. Ein Pferd trägt Samuels Leichnam.

## Hintergrund
Der Film wurde in New Mexico in den Monaten Februar bis Juni 2003 gedreht. Seine Produktionskosten beliefen sich auf etwa 65 Millionen US-Dollar; er spielte in den US-Kinos 27 Millionen US-Dollar ein. Im Film wird die originalgetreue Sprache Chiricahua gesprochen, ein Dialekt der Apachen. Diesen haben Tommy Lee Jones und die anderen Indianer-Darsteller monatelang bei den Apachen gelernt. Dabei wurden sie ebenfalls in die Kultur der Apachen eingeführt, um den Film realitätsnah zu gestalten.

## Kritiken
Richard Schickel lobte am 17. November 2003 auf www.time.com (veröffentlicht in der Printausgabe von TIME vom 24. November 2003) die Darstellung der Maggie Gilkeson durch Cate Blanchett. Der als Western untypische Film erinnere an die Werke von James Fenimore Cooper. Er beinhalte außerdem mystische Elemente wie die Zauberei des Schamanen Chidin.
Lisa Schwarzbaum schrieb am 19. November 2003 in Entertainment Weekly, dass dem Film die Seele fehle, lobte aber Cate Blanchett.
Kenneth Turan schrieb in der Los Angeles Times vom 26. November 2003, dass der Film düster und bedrohlich wirke. Er lobte die Intensität der Darstellungen von Tommy Lee Jones und Cate Blanchett.
Peter Körte bezeichnete den Film in der Frankfurter Allgemeinen Zeitung vom 7. Februar 2004 als „respektablen Spätausläufer des Genres“. Sein „Blick auf die Realitäten des Westens“ sei nüchtern, seine „physische Direktheit überzeugend“. Es entstehe jedoch das Gefühl, dass die Hauptdarsteller „in einen anderen Film gehörten, den man lieber gesehen hätte“.
Cristina Nord schrieb in der TAZ vom 7. Februar 2004, der Film fülle „alten Wein in schöne Schläuche; nicht nur seine Indianer wirken wie aus der Mottenkiste des 19. Jahrhunderts“. Die „sanfte Modernisierung“ des Genres habe „seltsame Verschiebungen zur Folge: Maggie etwa ist die Rückprojektion einer modernen, toughen, berufstätigen single mom; ihr Vater wirkt wie ein in New Age und Unwürde ergrauter Hippie“.

„Grandiose Bilder, fabelhafte Schauspieler und eine mitreißende Story lassen keine Wünsche offen.“

„Stilistisch zwar unsicherer Western, der aber auf Dauer erstaunlich viel Interesse an seinen von rauen Lebensbedingungen geprägten Figuren zu wecken versteht. Gute Schauspieler und die hervorragende Landschaftsfotografie machen die Längen und Brutalitäten weitgehend erträglich.“

## Auszeichnungen
Der Film nahm an der Berlinale 2004 als Wettbewerbsbeitrag teil, wodurch Ron Howard für den Goldenen Bären nominiert wurde. Cate Blanchett, Jenna Boyd und der Film als bester Thriller wurden 2004 für den Saturn Award nominiert. Jenna Boyd gewann 2004 den Young Artist Award; Evan Rachel Wood wurde für den Young Artist Award nominiert. James Horner wurde 2004 für den Golden Satellite Award nominiert.